# MRSE
MRSE (ang. methicyllin-resistant Staphylococcus epidermidis) – metycylinooporny szczep bakterii Staphylococcus epidermidis.